# Hans Stüwe
Hans Stüwe (Halle, 14 maggio 1901 – Berlino, 13 maggio 1976) è stato un attore cinematografico, regista teatrale, musicologo e cantante lirico tedesco.

## Biografia
Figlio di un proprietario terriero, il giovane Hans studiò storia dell'arte a Halle e a Lipsia; con Hermann Abert, Hans-Joachim Moser e Arnold Schering, studiò musicologia e canto. Nel 1923, fece il suo debutto lirico come baritono al Teatro dell'Opera di Königsberg. Intraprese quindi la carriera di regista d'opera, riproponendo lavori dimenticati del teatro lirico e musicale. Pubblicò, inoltre, svariati scritti di teoria musicale.
Pur con qualche esitazione, a metà degli anni venti intraprese la carriera di attore cinematografico. Già al suo terzo film, nel 1927, gli venne affidato il ruolo di protagonista nel film Prinz Louis Ferdinand. Interpretò spesso personaggi storici, come Cagliostro o Goethe. In Die Tänzerin von Sans Souci, si vide contrapposto a Federico il Grande: nella parte del barone von Cocceji, era rivale del re prussiano per amore della celebre ballerina Barbara Campanini. Nel 1939, indossati i panni di Ciajkovskij, ebbe come partner in Una inebriante notte di ballo due tra le più famose cantanti/attrici del cinema tedesco, Zarah Leander e Marika Rökk con cui lavorò più volte.
Nel dopoguerra, pur continuando a fare l'attore, si dedicò principalmente alla regia lirica. Nell'estate del 1950, tentò più di una volta il suicidio, ma venne salvato. In Grün ist die Heide, si ritrovò insieme a molti nomi popolari del cinema pre-bellico come Otto Gebühr o Willy Fritsch. Si ritirò dallo schermo nel 1957: il suo ultimo ruolo fu ne Gli amanti del Pacifico, film che aveva come protagonista Karlheinz Böhm (diventato universalmente famoso per la sua interpretazione nel ruolo dell'imperatore nei film della trilogia di Sissi).
Continuò a fare il regista teatrale e lirico.
Morì a Berlino il 13 maggio 1976 il giorno prima di compiere 75 anni. Le sue ceneri riposano anonime nel cimitero di Wilmersdorf, a Berlino.

## Filmografia
La filmografia è completa.

### Attore
- Die Aßmanns, regia di Arthur Bergen (1925)
- Des Königs Befehl, regia di Curt Blachnitzky (1926)
- Prinz Louis Ferdinand, regia di Hans Behrendt (1927)
- Potsdam, das Schicksal einer Residenz, regia di Hans Behrendt (1927)
- Feme, regia di Richard Oswald (1927)
- Das Frauenhaus von Rio, regia di Bud Pollard e Hans Steinhoff (1927)
- Die Ausgestoßenen, regia di Martin Berger (1927)
- Dr. Bessels Verwandlung, regia di Richard Oswald (1927)
- Schinderhannes, regia di Curtis Bernhardt (1928)
- Die Sünderin, regia di Mario Bonnard (1928)
- L'inferno dell'amore (Liebeshölle)
- Villa Falconieri, regia di Richard Oswald (1928)
- Anastasia, die falsche Zarentochter, regia di Arthur Bergen (1928)
- Cagliostro - Liebe und Leben eines großen Abenteurers, regia di Richard Oswald (1929)
- Flucht in die Fremdenlegion, regia di Louis Ralph (1929)
- Es flüstert die Nacht, regia di Victor Janson (1929)
- Giftgas, regia di Mikhail Dubson (1928)
- Amor mio! (Dich hab ich geliebt), regia di Rudolf Walther-Fein (1929)
- Die Jugendgeliebte, regia di Hans Tintner (1929)
- Il re del valzer (Der Walzerkönig), regia di Manfred Noa (1930)
- Verklungene Träume, regia di Martin Berger (1930)
- Zapfenstreich am Rhein, regia di Jaap Speyer (1930)
- Aschermittwoch, regia di Johannes Meyer (1931)
- Gefahren der Liebe, regia di Eugen Thiele (1931)
- La donna di cui si parla (Die Frau von der man spricht), regia di Victor Janson (1931)
- Hilfe! Überfall!, regia di Johannes Meyer (1931)
- Tannenberg, regia di Heinz Paul (1932)
- Die Tänzerin von Sans Souci, regia di Frederic Zelnik (1932)
- Il prigioniero di Magdeburg (Trenck - Der Roman einer großen Liebe), regia di Ernst Neubach e Heinz Paul (1932)
- Der Meisterdetektiv, regia di Franz Seitz (1933)
- Johannisnacht, regia di Willy Reiber (1933)
- Zu Straßburg auf der Schanz, regia di Franz Osten (1934)
- Du bist entzückend, Rosmarie!, regia di Hans von Wolzogen (1934)
- Notturno (Nocturno), regia di Gustav Machatý (1934)
- Cortigiane di re sole (Liselotte von der Pfalz), regia di Carl Froelich (1935)
- Die Heilige und ihr Narr, regia di Hans Deppe, Paul May e Peter Ostermayr (supervisore) (1935)
- Schloß Vogelöd, regia di Max Obal (1936)
- Heißes Blut, regia di Georg Jacoby (1936)
- Milioni in corsa (Millionenerbschaft), regia di Arthur Maria Rabenalt (1937)
- Der Tiger von Eschnapur, regia di Richard Eichberg (1938)
- Il sepolcro indiano (Das indische Grabmal), regia di Richard Eichberg (1938)
- Una inebriante notte di ballo (Es war eine rauschende Ballnacht), regia di Carl Froelich (1939)
- Drei Väter um Anna, regia di Carl Boese (1939)
- La contessa e il guardiacaccia (Leidenschaft), regia di Walter Janssen (1940)
- Per la sua felicità (Der Weg ins Freie), regia di Rolf Hansen (1941)
- L'accusata (Damals), regia di Rolf Hansen (1943)
- Der verzauberte Tag, regia di Peter Pewas (1944)
- Die Söhne des Herrn Gaspary, regia di Rolf Meyer  (1948)
- Grün ist die Heide, regia di Hans Deppe (1951)
- Am Brunnen vor dem Tore, regia di Hans Wolff (1952)
- Tornerai (Komm zurück...), regia di Alfred Braun (1953)
- Ave Maria, regia di Alfred Braun (1954)
- Wenn am Sonntagabend die Dorfmusik spielt, regia di Rudolf Schündler (1953)
- Morgengrauen, regia di Viktor Tourjansky (1954)
- Die Frau des Botschafters, regia di Hans Deppe (1955)
- Gli amanti del Pacifico (Blaue Jungs), regia di Wolfgang Schleif (1957)

### Film o documentari dove appare Hans Stüwe
- Der Wiener Film und seine Darsteller: 'Österreich, wie es sang und lachte' , episodio tv di Filmgeschichte(n) aus Österreich (1971)